# Les Forces du mal (téléfilm)
Pour plus de détails, voir Fiche technique et Distribution.
Les Forces du mal est un téléfilm américain réalisé par Paul Wendkos. Il a été diffusé sur la chaîne américaine ABC le 22 mai 1977. Il a été diffusé en France sur Antenne 2 le 1er mars 1981.

## Synopsis
San Francisco, années 1970. Andy Stuart, un jeune écrivain tombe amoureux de la belle Jessica Gordon. Mais cette dernière est née de l'union de Satan et d'une femme perdue. Recueillie par M. Rimmin, un adorateur du diable et de sa secte, l'enfant grandit sous la tutelle de ses adeptes. Mais lorsque Andy découvre la vraie nature de la jeune femme ainsi que ses pouvoirs, il fait appel au père Kemschler pour la délivrer. Jessica est enlevée par Rimmin et les deux hommes n'auront de cesse de la retrouver ...

## Fiche technique
- Réalisation : Paul Wendkos
- Scénario : Jimmy Sangster
- Musique : Lalo Schifrin
- Producteurs : Lin Bolen et Ernie Frankel
- Décors : Richard Y. Haman
- Distribution : Lynn Stalmaster
- Photographe : Jack Woolf
- Montage : George Hively et Art Seid
- Compagnie de production : 20th Century Fox Television - Frankel-Bolen Productions
- Compagnie de distribution : ABC
- Pays :  États-Unis
- Langue : Anglais
- Dates de sortie : 
  -  États-Unis : 22 mai 1977
  -  France : 1er mars 1981

## Distribution
- Dack Rambo : Andy Stuart
- Elyssa Davalos : Jessica Gordon
- Richard Lynch : M. Rimmin
- Dan O'Herlihy : père Kemschler
- Erica Yohn : Agnes
- Lelia Goldoni : Sœur Monica

## Série avortée
Ce téléfilm a été réalisé afin de mettre en production une série télévisée pour la rentrée 1977-1978 sur la chaîne américaine ABC. Inspirée du succès de L'Exorciste et produite par la Fox, elle était censée être le succès de la saison à venir, mais les audiences n'ayant pas été au rendez-vous, la chaîne n'a pas pris commande d'une saison complète.